# Staroměstská tržnice
Staroměstská tržnice v Praze 1 se nachází v bloku domů mezi ulicemi 28. října a Rytířská. Je chráněna jako kulturní památka České republiky.

## Historie
Tržnice byla postavena v letech 1894–1896 podle návrhu architekta a městského inženýra Jindřicha Fialky na místě čtyř stržených starších domů. V jednom z nich se narodil Alois Senefelder, který později vynalezl kamenotisk.

### Po roce 1948
V 80. letech 20. století byla hala zakryta sníženým podhledem ze sádrokartonu a skelné vaty. Pouze pod prosklenou kupolí byl ponechán volný prostor s průhledem na část původní konstrukce. Od té doby se zde nacházela samoobsluha a později supermarket.

### Rekonstrukce
V roce 2016 oznámil pražský magistrát, že nechá provést rekonstrukci celého areálu v hodnotě 366 milionů korun tak, aby byla obnovena původní hodnota tržnice. Po rekonstrukci by se dovnitř měli vrátit drobní prodejci, zruší se snížený podhled a interiéry tržnice tak dostanou původní podobu. Magistrát nejdřív uspořádal soutěž na obnovu prostorů a následný pronájem. Tu ale v roce 2018 zrušil a oznámil, že si prostory bude rekonstruovat sám. V roce 2020 nechal Magistrát tržnici kvůli připravované rekonstrukci uzavřít. Cena oprav byla vysoutěžena za 429,9 milionu korun bez DPH. Cenu a podobu tendru byla radními kritizována a vedení města nakonec přidělení zakázky neschválilo. Od té doby je prostor stále veřejnosti uzavřený. V roce 2024 byla tržnice zpřístupněna v rámci festivalu Den architektury.

## Popis
Hala tržnice je protáhlá a má litinovou konstrukci ve tvaru pětilodní baziliky. V křížení lodí je umístěna prosklená kupole. Původně byla hala osvětlena Křižíkovými oblouky, do roku 1922 napájenými vlastní parní elektrárnou.
Průchod do Rytířské ulice se nachází ve čtyřpatrové budově s novorenesanční fasádou a je zdoben motivy z pražských trhů.

## Galerie

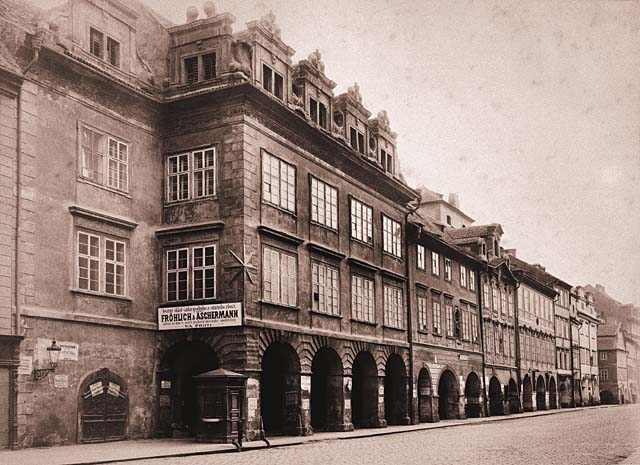
Původní domy před stavbou tržnice
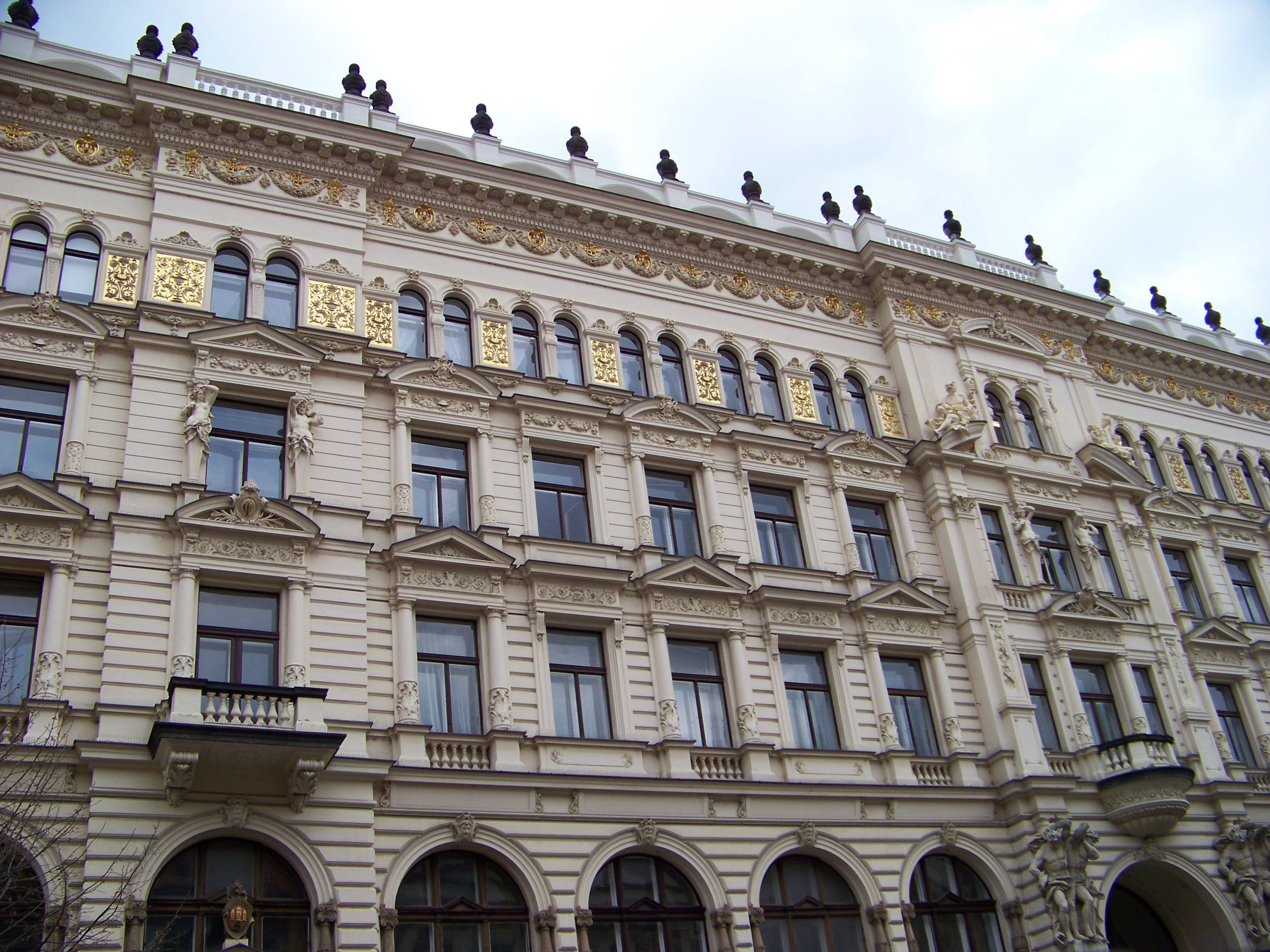
Celkový pohled (Rytířská ulice)
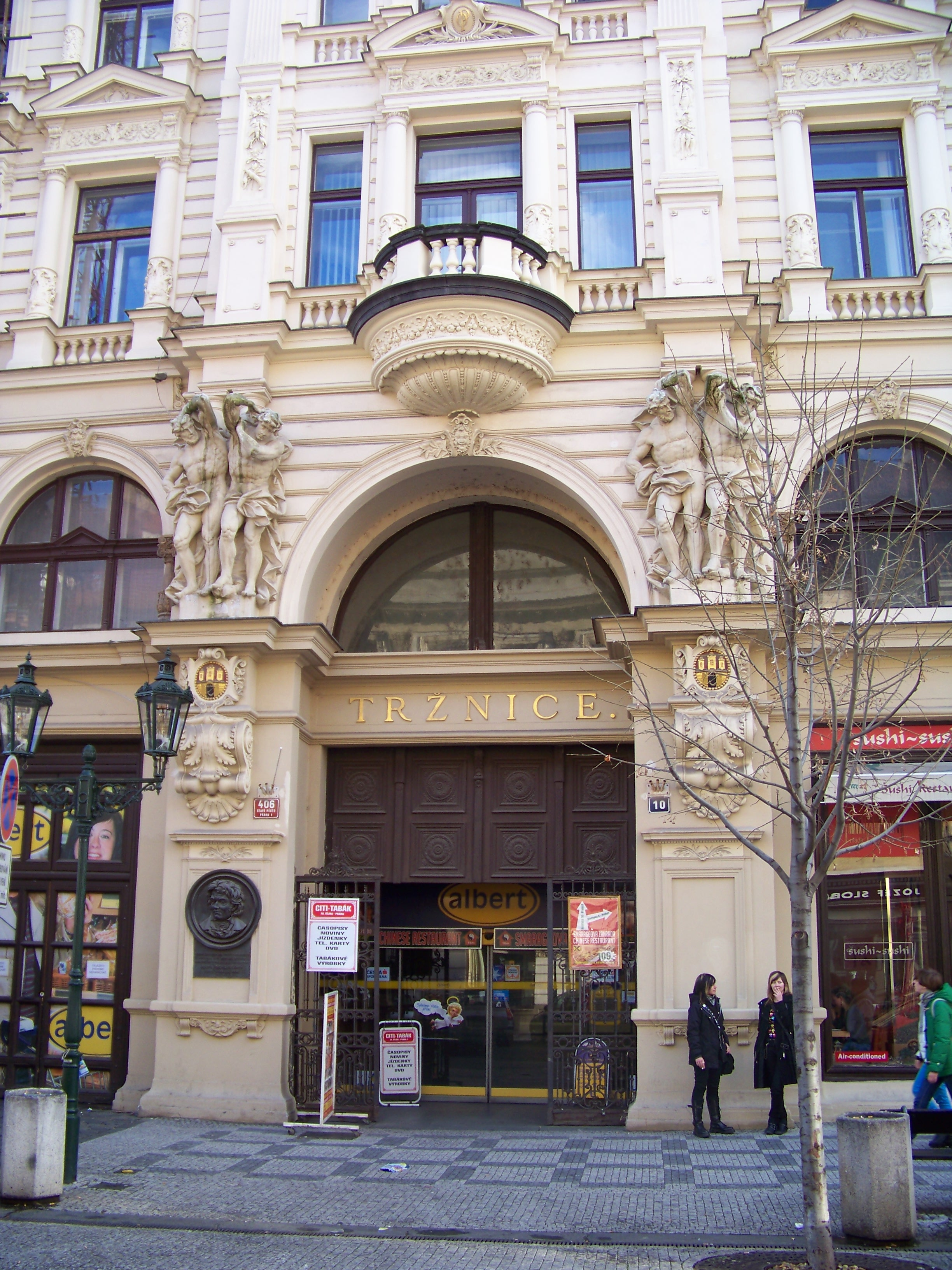
Hlavní vchod do tržnice
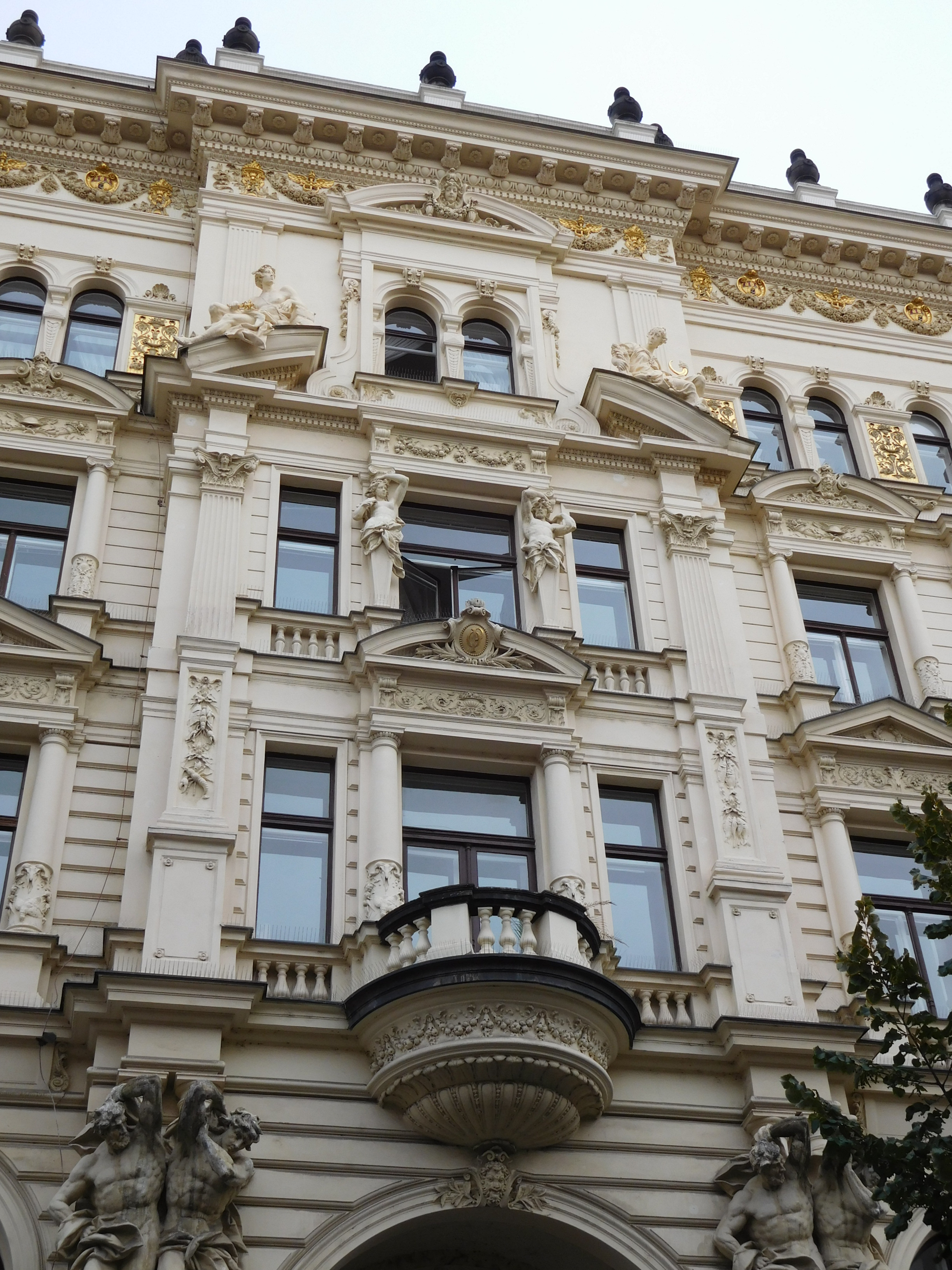
fasáda nad hlavním vchodem
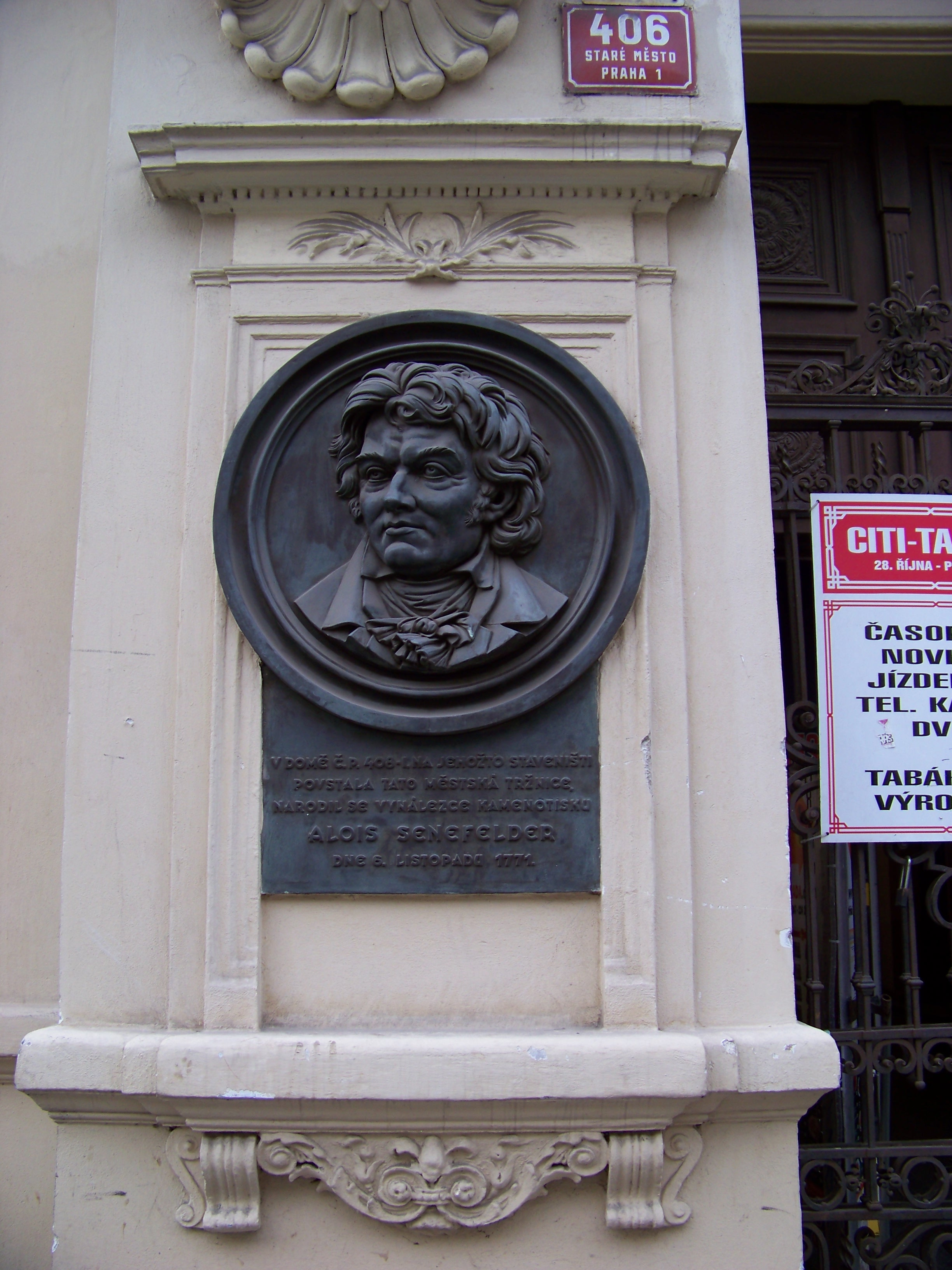
Pamětní deska na místě narození Aloise Senefeldera